# العركوب
العركوب قرية تقع في محافظة نينوى قضاء تلكيف في ناحية السادة وبعويزة. يسكنها مجموعة من العشائر أبرزها عشيرة ال عركوب السنجرية الطائية التي نزحت إلى هذه المنطقة قادمة من الشرقاط. يعمل أغلب سكان هذه المنطقة في التجارة والأعمال التكميلية للبناء وخصوصا في الألمنيوم والبلاستك.